# Polymita picta
Polymita picta es una especie de molusco gasterópodo terrestre de la familia Helminthoglyptidae en el orden de los Stylommatophora.

## Distribución geográfica
Es endémica del este de Cuba.

## Descripción
Las conchas de Polymita picta pueden alcanzar una longitud de unos 20 mm. Son brillantes y de colores muy vivos. Frecuentemente muestran un color amarillo brillante con una o más rayas, pero la especie es bien conocida por el polimorfismo del colorido de su caparazón, que presenta numerosas variedades de color.
Estas conchas son buscadas por recolectores furtivos y se utilizan para hacer joyas y baratijas. Como resultado, la especie está en peligro de extinción. Es una especie protegida desde 1943 por la legislación cubana, que prohíbe la exportación excepto por razones científicas.

## Comportamiento
Se alimenta principalmente de líquenes, musgo y biopelículas fúngicas presentes en la corteza y las hojas. El ciclo de vida dura alrededor de 15 meses, con tiempo de reproducción durante la estación húmeda (septiembre-octubre). Los caracoles se vuelven inactivos en la estación seca (diciembre-principios de mayo).
Como la mayoría de los caracoles terrestres que respiran aire, cada individuo tiene órganos reproductores femeninos y masculinos (hermafroditas) y es incapaz de autofertilizarse. Además, de manera similar a otros gasterópodos de la superfamilia Helicoidea, esta especie usa dardos de amor como parte de su comportamiento de apareamiento. El apareamiento se puede dividir en tres etapas: cortejo, cópula y poscópula. Durante el cortejo, estos caracoles lanzan a la pareja un dardo calcáreo.